# Leptusa brevicollis
Leptusa brevicollis är en skalbaggsart som beskrevs av Thomas Casey 1893. Leptusa brevicollis ingår i släktet Leptusa och familjen kortvingar. Inga underarter finns listade i Catalogue of Life.